# 胎児の人権
胎児の人権（たいじのじんけん、Fetal rights）とは、胎児の法的、倫理的権利。日本の法においても、胎児に権利能力を認める条文に胎児の権利の概念が反映されている。プロライフの文脈でもしばしば言及される。

## 憲法で胎児の人権を認める国
| 国             | 憲法での言及 |
| -------------- | --- |
| チリ           | 第19条第1項：この法律は、生まれそうになる人々の命も守る。 |
| ドミニカ共和国 | 第37条：生命の権利は、受胎から死まで不可侵である。いかなる場合でも、死刑を制定、宣言、適用することはできない。 |
| エクアドル     | 第45条：子供と青年は、すべての人間に共通の権利のほかに、その年齢に相応しい特殊の権利も享受できる。国家は受胎時からのケアと保護などを通じて、生命を認識・保証する。 |
| エルサルバドル | 第1条：同じように、エルサルバドルは受胎の瞬間からすべての人間を人間として認識する。 |
| グアテマラ     | 第3条：国家は、人間の生命を受胎から保証・保護するだけでなく、その完全性と安全も保証する。 |
| ハンガリー     | 第2条：人間の尊厳は不可侵なものである。すべての人間は、生命と人間の尊厳に対する権利を有する。胎児および胎児の生命は、受胎の瞬間からの保護の対象となる。 |
| ホンジュラス   | 第67条：胎児は、法律の定まった範囲内で認められるすべての権利を有し、生まれた人と同等に見なされるべきである。 |
| マダガスカル   | 第19条：国家は国民の連帯の能力から生じた無償の公的医療組織を通じ、すべての個人に対して、受胎から人間の健康を保護する権利を認識・組織する。 |
| ペルー         | 第2条第1項：すべての人間は彼の生命、アイデンティティ、道徳的・精神的・肉体的完全性、自由な発達と幸福に関する諸権利を有する。 胎児は、彼に利益をもたらせるすべての場合において、権利を有する主体である。                                                                                                 |
| フィリピン     | 第2条第12項：国家は家族生活の神聖さを認識し、基本的な自律的社会制度として家族を保護・強化すべきである。また、母親の命と受胎からの胎児の命を概念から等しく保護しなければならない。市民社会の効率性と人格の発達のために、若者の養育に当たる親の自然かつ主要な権利と義務は、政府の支援を受けるべきである。 |
| スロバキア     | 第15条第1項：誰も生存の権利を持っている。人間の生命は、出生前でも保護される価値がある。 |

## 日本の民法・刑法
民法において、権利・義務の主体となることの出来る資格である権利能力は通常、出生によって全ての人が取得する（民法３条の１）。胎児は厳密には出生していないので原則として権利能力がない。
しかしながら胎児の父親が交通事故に遭って死亡した場合、この原則をそのまま適用すると、胎児が出生する前に死亡すれば、妻（胎児の母親）が3分の2、父親の両親（健在である場合）が3分の1を相続するが、胎児が出生した後に死亡すれば、妻と生まれたばかりの子が2分の1ずつ相続することになる。僅かな時間の差でこのような問題が発生する事も有り得る不合理を解消するため、民法886条は胎児について相続の場面において生まれたものと看做す事によって権利能力を認めている。
民法721条においては、損害賠償請求権についての権利能力も認められている。また胎児に遺贈する事は民法965条で認められている。
刑法においていつ胎児が人となるのかについては議論が分かれているが、一部露出説が通説となっている。母体から胎児が一部でも露出すれば人になったと考えられている。胎児が一部でも露出していれば、胎児だけに向かって攻撃を加える事が可能になるため、保護すべき必要性が出て来るとされるためである。従って妊婦を殺害した結果胎内に居る胎児が死亡したといった事例においては、胎児については殺人罪（刑法199条）は非適用の可能性が高い。

## アメリカ合衆国
アメリカ合衆国では、胎児の人権を認める法により、女性が麻薬、アルコールで胎児に害を与えたことを理由として、女性の拘禁、入院、親権剥奪の例がある。親のタバコも問題にされる。